# سن لوچیدو
سن لوچیدو (به ایتالیایی: San Lucido) یک کومونه در ایتالیا است که در استان کزنتزا واقع شده‌است. سن لوچیدو ۲۷ کیلومتر مربع مساحت و ۵٬۵۸۹ نفر جمعیت دارد و ۵۶ متر بالاتر از سطح دریا واقع شده‌است.